# Le Chemin du serpent (roman)
Pour l'adaptation du roman au cinéma, voir Le Chemin du serpent (film, 1986).
Le Chemin du serpent est un roman suédois écrit par Torgny Lindgren en 1982 et traduit en français en 1985 ; il lui vaudra la reconnaissance internationale. Il a été adapté au cinéma par Bo Widerberg en 1986.

## Résumé
L'action du roman se situe dans la province du Västerbotten et se déroule à la fin du XIXe siècle sous la forme d'une longue prière adressée à Dieu. Plusieurs générations d'une famille de paysans se voient dans l'obligation de vendre leurs terres pour subvenir à leurs besoins. Ils se trouvent dès lors dans une situation de fermage, sous la coupe du propriétaire Karl Orsa qui exerce un odieux chantage sur la famille, et plus particulièrement sur les femmes qui n'auront pas beaucoup de moyens de rembourser leurs dettes.

## Adaptation cinématographique
- 1986 : Le Chemin du serpent (Ormens väg på hälleberget), film suédois de Bo Widerberg, avec Stina Ekblad et Stellan Skarsgård.

## Édition
- Le Chemin du serpent, traduit par Elisabeth Backlund, Actes Sud, 1985  (ISBN 2-86869-017-3).